# تحقیق تجربی

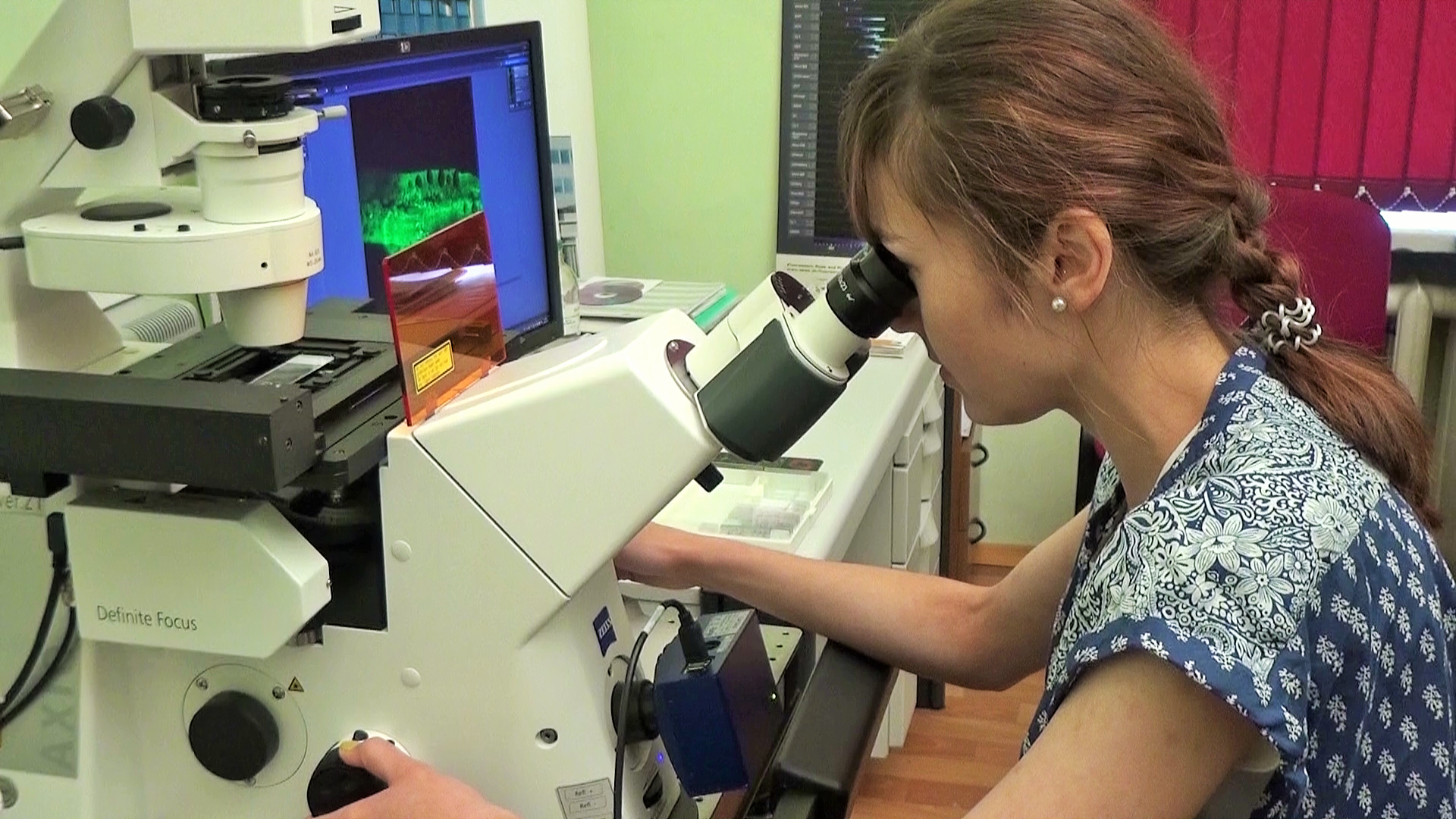
دانشمندی که داده‌ها را برای تحقیقات خود جمع‌آوری می‌کند

تحقیق تجربی (انگلیسی: Empirical research) تحقیقی با استفاده از شواهد تجربی است. همچنین روشی برای کسب دانش از طریق مشاهده یا تجربه مستقیم و غیرمستقیم است. تجربه‌گرایی برای برخی از تحقیقات بیش از انواع دیگر ارزش قائل است. شواهد تجربی (سوابق مشاهدات یا تجربیات مستقیم فرد) را می‌توان به‌صورت کمی یا کیفی تحلیل کرد. محقق با کمی کردن شواهد یا معنا بخشیدن به آن به‌صورت کیفی، می‌تواند به سؤالات تجربی پاسخ دهد، که باید با شواهد جمع‌آوری‌شده (داده) به‌وضوح تعریف شده و پاسخ‌گو باشد. طراحی تحقیق برحسب زمینه و سؤال مورد بررسی متفاوت است. بسیاری از محققان اشکال کمی و کیفی تجزیه و تحلیل را ترکیب می‌کنند تا به سؤالاتی که در محیط‌های آزمایشگاهی، به‌ویژه در علوم اجتماعی و آموزش قابل مطالعه نیستند، پاسخ دهند.
در برخی زمینه‌ها، تحقیقات کمی ممکن است با یک سؤال تحقیقاتی آغاز شود (مثلاً، «آیا گوش دادن به موسیقی آوازی در حین یادگیری فهرست کلمات، تأثیری بر به‌خاطر سپردن این کلمات دارد؟») که از طریق آزمایش سنجش می‌شود. معمولاً محقق در مورد موضوع مورد بررسی نظریه خاصی دارد. بر اساس این نظریه، گزاره‌ها یا فرضیه‌هایی مطرح خواهند شد (مثلاً «گوش دادن به موسیقی آوازی تأثیر منفی بر یادگیری فهرست کلمات دارد». از این فرضیه‌ها، پیش‌بینی‌هایی دربارهٔ رویدادهای خاص به‌دست می‌آیند (برای مثال، «افرادی که در حین گوش دادن به موسیقی آوازی فهرستی از کلمات را مطالعه می‌کنند، در آزمون حافظه بعدی کلمات کمتری را نسبت به افرادی که فهرستی از کلمات را در سکوت مطالعه می‌کنند، به خاطر می‌آورند.»). سپس می‌توان این پیش‌بینی‌ها را با یک آزمایش مناسب امتحان کرد. و دریافت که بسته به نتایج آزمایش، نظریه‌ای که فرضیه‌ها و پیش‌بینی‌ها بر آن استوار شده‌اند درست است یا خیر، یا ممکن است نیاز به اصلاح داشته باشند و سپس تحت آزمایش‌های بیشتر قرار گیرند.

## استفاده
محقق تلاش می‌کند تا تعامل بین ابزار (حواس انسان) و موجودی که مشاهده می‌شود را به‌طور دقیق توصیف کند. اگر ابزار دقیق درگیر باشد، از محقق انتظار می‌رود که ابزار خود را با اعمال آن بر روی اشیاء استاندارد شناخته‌شده و مستندسازی نتایج قبل از اعمال آن بر روی اشیاء ناشناخته، تدقیق کند. به عبارت دیگر، تحقیقاتی را که قبلاً انجام نشده و نتایج آن‌ها را توصیف می‌کند.
در عمل، انباشت شواهد موافق یا علیه هر نظریه خاص، شامل طرح‌های پژوهشی برنامه‌ریزی‌شده برای جمع‌آوری داده‌های تجربی است، و دقت آکادمیک، بخش بزرگی از قضاوت در مورد شایستگی طراحی تحقیق را بازی می‌کند. چندین نوع‌شناسی برای چنین طرح‌هایی پیشنهاد شده‌است که یکی از محبوب‌ترین آن‌ها از کمپبل و استنلی است. آن‌ها مسئول عمومیت بخشیدن به تمایز بین طرح‌های پیش‌آزمایشی، آزمایشی و شبه‌آزمایشی هستند و مدافعان سرسخت نقش اصلی آزمایش‌های تصادفی‌سازی‌شده در تحقیقات آموزشی هستند.

### تحقیق علمی
تجزیه و تحلیل دقیق داده‌ها با استفاده از روش‌های آماری استانداردشده در مطالعات علمی برای تعیین اعتبار تحقیقات تجربی بسیار مهم است. فرمول‌های آماری مانند رگرسیون، ضریب عدم قطعیت، آزمون t، آزمون مربع کای و انواع مختلف آنالیز واریانس برای تشکیل نتیجه‌گیری‌های منطقی و معتبر اساسی هستند. در صورتی که داده‌های تجربی تحت فرمول آماری مناسب معنادار شوند، فرضیه تحقیق تأیید می‌شود. در غیر این صورت، فرضیه صفر تأیید می‌شود (یا به عبارت دقیق‌تر، رد نمی‌شود)، به این معنی که هیچ تأثیری از متغیر مستقل (s) روی متغیر وابسته (s) مشاهده نشد.
نتیجه تحقیقات تجربی با استفاده از آزمون فرضیه‌های آماری هرگز اثبات نمی‌شود. فقط می‌تواند از یک فرضیه پشتیبانی کند، آن را رد کند یا هیچ‌کدام را انجام ندهد. این روش‌ها فقط احتمالات را به‌دست می‌دهند. در میان محققین علمی، شواهد تجربی (متمایز از تحقیقات تجربی) به شواهد عینی گفته می‌شود که بدون توجه به ناظر یکسان به‌نظر می‌رسند. برای مثال، یک دماسنج برای هر فردی که آن را مشاهده می‌کند، دمای متفاوتی را نشان نمی‌دهد. دما، همان‌طور که توسط یک دماسنج دقیق و به خوبی کالیبره شده اندازه‌گیری می‌شود، و شواهد تجربی است. در مقابل، شواهد غیر تجربی، بسته به ناظر، ذهنی هستند. به‌دنبال مثال قبلی، ناظر A ممکن است به‌درستی گزارش دهد که یک اتاق گرم است، درحالی‌که ناظر B ممکن است به‌درستی گزارش دهد که همان اتاق خنک است، اگرچه هر دو یک اندازه را روی دماسنج مشاهده می‌کنند. استفاده از شواهد تجربی این تأثیر تجربه یا زمان شخصی (یعنی ذهنی) را نفی می‌کند.

## چرخه تجربی
چرخه تجربی آدریان دی گروت:

چرخه تجربی آدریان دی گروت

1. مشاهده (Observation): مشاهده یک پدیده و بررسی علل آن.
2. استقرا (Induction): تدوین فرضیه‌ها؛ توضیحات تعمیم‌یافته برای پدیده.
3. استنتاج (Deduction): فرمول‌بندی آزمایش‌هایی که فرضیه‌ها را آزمایش می‌کند (یعنی در صورت صحت آن‌ها را تأیید می‌کند، و اگر نادرست است آن‌ها را رد می‌کند).
4. آزمون (Testing): رویه‌هایی که به‌وسیله آن فرضیه‌ها آزمایش می‌شوند و داده‌ها جمع‌آوری می‌شوند.
5. ارزیابی (Evaluation): تفسیر داده‌ها و تدوین یک نظریه؛ استدلالی ربایشی که نتایج آزمایش را به‌عنوان معقول‌ترین توضیح برای پدیده ارائه می‌دهد.